# Danh sách cầu thủ tham dự giải vô địch bóng đá U-16 châu Âu 1995
Dưới đây là danh sách các đội hình tham gia Giải vô địch bóng đá U-16 châu Âu 1995 ở Bỉ.

## Bảng A

### Cộng hòa Séc
Huấn luyện viên:

### Ý
Huấn luyện viên:
http://www.figc.it/nazionali/ConvocatiGara?squadra=5&codiceGara=1247%5B%5D

### Ba Lan
Huấn luyện viên: Andrzej Zamilski

| Số | VT | Cầu thủ                 | Ngày sinh (tuổi)            | Trận | Bàn | Câu lạc bộ            |
| -- | -- | ----------------------- | --------------------------- | ---- | --- | --------------------- |
|    | TM | Artur Topolski          | 29 tháng 12, 1978 (16 tuổi) |      |     | Warta Poznań          |
|    | TM | Konrad Matysiak         | 13 tháng 8, 1978 (16 tuổi)  |      |     | MZKS Kozienice        |
|    | TM | Dariusz Pączek          | 19 tháng 8, 1978 (16 tuổi)  |      |     | Wisła Kraków          |
|    | HV | Daniel Tumas            | 9 tháng 12, 1978 (16 tuổi)  |      |     | RKS Energetyk Rybnik  |
|    | HV | Rafał Jędrszczyk        | 26 tháng 10, 1978 (16 tuổi) |      |     | Wisła Kraków          |
|    | HV | Arkadiusz Głowacki      | 13 tháng 3, 1979 (16 tuổi)  |      |     | SKS 13 Poznań         |
|    | HV | Jacek Popek             | 20 tháng 8, 1978 (16 tuổi)  |      |     | Petrochemia Płock     |
|    | HV | Kamil Sieczka           | 30 tháng 6, 1979 (15 tuổi)  |      |     | Górnik Zabrze         |
|    | HV | Mariusz Jop             | 3 tháng 8, 1978 (16 tuổi)   |      |     | KSZO Ostrowiec        |
|    | TV | Michał Osiński          | 5 tháng 9, 1978 (16 tuổi)   |      |     | ŁKS Łódź              |
|    | TV | Arkadiusz Świetosławski | 14 tháng 1, 1979 (16 tuổi)  |      |     | Włókniarz Aleksandrów |
|    | TV | Marcin Nowak            | 26 tháng 6, 1979 (15 tuổi)  |      |     | Gwarek Zabrze         |
|    | TV | Ireneusz Kowalski       | 17 tháng 3, 1979 (16 tuổi)  |      |     | Parasol Wrocław       |
|    | TV | Paweł Woźniak           | 11 tháng 10, 1978 (16 tuổi) |      |     | Chrobry Głogów        |
|    | TV | Marek Piątek            | 10 tháng 10, 1978 (16 tuổi) |      |     | Lechia Gdańsk         |
|    | TĐ | Marek Saganowski        | 31 tháng 10, 1978 (16 tuổi) |      |     | ŁKS Łódź              |
|    | TĐ | Arkadiusz Matejko       | 16 tháng 9, 1978 (16 tuổi)  |      |     | Górnik Zabrze         |
|    | TĐ | Dariusz Dziewulski      | 28 tháng 8, 1978 (16 tuổi)  |      |     | Orlęta Łuków          |
|    | TĐ | Dawid Banaczek          | 3 tháng 6, 1979 (15 tuổi)   |      |     | Lechia Gdańsk         |

### Thụy Điển
Huấn luyện viên:

## Bảng B

### Áo
Huấn luyện viên:

### Bỉ
Huấn luyện viên:Marc Van Geersom

| Số | VT | Cầu thủ                 | Ngày sinh (tuổi)           | Trận | Bàn | Câu lạc bộ |
| -- | -- | ----------------------- | -------------------------- | ---- | --- | ---------- |
| 1  | TM | Jean-François Gillet    | 31 tháng 5, 1979 (15 tuổi) |      |     |            |
| 2  | HV | Axel Vergeylen          | 9 tháng 3, 1979 (16 tuổi)  |      |     |            |
| 4  | HV | Stijn Vlaminck          | 9 tháng 3, 1979 (16 tuổi)  |      |     |            |
| 5  | HV | Stefan Teelen           | 10 tháng 4, 1979 (16 tuổi) |      |     |            |
| 6  |    | Cedric Lehance          |                            |      |     |            |
| 7  | TV | Ronaldo Lopes-Rodrigues | 12 tháng 8, 1978 (16 tuổi) |      |     |            |
| 8  | HV | Jerry Poorters          | 9 tháng 10, 1978 (16 tuổi) |      |     |            |
| 9  |    | Gerd Jenssens           |                            |      |     |            |
| 10 | TV | Walter Baseggio         | 19 tháng 8, 1978 (16 tuổi) |      |     |            |
| 11 | TĐ | Jurgen Cavens           | 19 tháng 8, 1978 (16 tuổi) |      |     |            |
| 12 | TM | Johnny Lebegge          | 22 tháng 5, 1979 (15 tuổi) |      |     |            |
| 13 |    | Christophe Otte         |                            |      |     |            |
| 14 |    | Hans Dewaele            |                            |      |     |            |
| 15 |    | Tiziano Quarta          | 6 tháng 7, 1979 (15 tuổi)  |      |     |            |
| 16 |    | Davy Stuer              |                            |      |     |            |

### Pháp
Huấn luyện viên:

### Na Uy
Huấn luyện viên:

## Bảng C

### Đức
Huấn luyện viên: Bernd Stober

| Số | VT | Cầu thủ             | Ngày sinh (tuổi)            | Trận | Bàn | Câu lạc bộ           |
| -- | -- | ------------------- | --------------------------- | ---- | --- | -------------------- |
| 1  | TM | Harald Huber        | 17 tháng 8, 1978 (16 tuổi)  |      |     | FC Bayern München    |
| 2  | HV | Jörn Schmiedel      | 13 tháng 9, 1978 (16 tuổi)  |      |     | VfB Stuttgart        |
| 3  | TV | Tobias Iseli        | 17 tháng 8, 1978 (16 tuổi)  |      |     | VfB Stuttgart        |
| 4  | HV | Manuel Benthin      | 3 tháng 3, 1979 (16 tuổi)   |      |     | Hertha BSC Berlin    |
| 5  | HV | Fabian Ernst        | 30 tháng 5, 1979 (15 tuổi)  |      |     | Hannover 96          |
| 6  | HV | Michael Bauer       | 16 tháng 11, 1978 (16 tuổi) |      |     | FC Bayern München    |
| 7  | TV | Timo Rost           | 28 tháng 8, 1978 (16 tuổi)  |      |     | 1. FC Nürnberg       |
| 8  | TV | Michael Berndt      | 14 tháng 12, 1978 (16 tuổi) |      |     | 1. FC Kaiserslautern |
| 9  | HV | Alexander Bugera    | 8 tháng 8, 1978 (16 tuổi)   |      |     | FC Bayern München    |
| 10 | TV | Damian Brezina      | 8 tháng 11, 1978 (16 tuổi)  |      |     | Hannover 96          |
| 11 | TV | Wolf-Manuel Majunke | 10 tháng 2, 1979 (16 tuổi)  |      |     | VfB Stuttgart        |
| 12 | TM | Raphael Schafer     | 30 tháng 1, 1979 (16 tuổi)  |      |     | Hannover 96          |
| 13 | HV | Markus Claus        | 25 tháng 11, 1978 (16 tuổi) |      |     | FC Carl Zeiss Jena   |
| 14 | TV | Marco Kurth         | 18 tháng 8, 1978 (16 tuổi)  |      |     | VfB Leipzig          |
| 15 | TV | Andreas Voss        | 27 tháng 2, 1979 (16 tuổi)  |      |     | Bayer 04 Leverkusen  |
| 16 | TV | Tommaso Fontana     | 2 tháng 1, 1979 (16 tuổi)   |      |     | Eintracht Frankfurt  |

### Slovenia
Huấn luyện viên:Mahmut Kapidzic

| Số | VT | Cầu thủ         | Ngày sinh (tuổi)           | Trận | Bàn | Câu lạc bộ |
| -- | -- | --------------- | -------------------------- | ---- | --- | ---------- |
|    | TM | Tomaž Murko     | 7 tháng 2, 1979 (16 tuổi)  |      |     |            |
|    | HV | Suad Filekovic  | 16 tháng 8, 1978 (16 tuổi) |      |     |            |
|    | TV | Bostjan Znuderl | 17 tháng 1, 1979 (16 tuổi) |      |     |            |
|    | HV | Sani Trgo       | 20 tháng 8, 1978 (16 tuổi) |      |     |            |
|    | TĐ | Damir Pekic     | 15 tháng 1, 1979 (16 tuổi) |      |     |            |
|    | TĐ | Goran Sankovic  | 18 tháng 6, 1979 (15 tuổi) |      |     |            |

### Tây Ban Nha
Huấn luyện viên: Juan Santisteban

| Số | VT | Cầu thủ                   | Ngày sinh (tuổi)            | Trận | Bàn | Câu lạc bộ          |
| -- | -- | ------------------------- | --------------------------- | ---- | --- | ------------------- |
|    | TM | Joaquín Moso              | 7 tháng 9, 1978 (16 tuổi)   |      |     | Real Zaragoza       |
|    | TM | Carlos Ruiz               |                             |      |     | CD Sonseca          |
|    | HV | Roberto                   | 27 tháng 9, 1978 (16 tuổi)  |      |     | CD Leganés          |
|    | HV | Jordi Ferrón              | 15 tháng 8, 1978 (16 tuổi)  |      |     | FC Barcelona        |
|    | HV | Jesús Duarte              | 9 tháng 1, 1980 (15 tuổi)   |      |     | Real Sociedad       |
|    | HV | Javier Díaz Neira         | 16 tháng 10, 1978 (16 tuổi) |      |     | Athletic Bilbao     |
|    | HV | Helio                     | 31 tháng 3, 1979 (16 tuổi)  |      |     | Real Oviedo         |
|    | HV | David Sánchez             | 13 tháng 12, 1978 (16 tuổi) |      |     | RCD Español         |
|    | TV | Fernando Varela           | 1 tháng 9, 1979 (15 tuổi)   |      |     | Real Betis          |
|    | TV | Gonzalo Colsa             | 11 tháng 5, 1979 (15 tuổi)  |      |     | Racing de Santander |
|    | TV | Gabri                     | 10 tháng 2, 1979 (16 tuổi)  |      |     | Barcelona           |
|    | TV | Enrique de Lucas          | 17 tháng 8, 1978 (16 tuổi)  |      |     | RCD Español         |
|    | TV | Francisco Javier Katxorro | 7 tháng 8, 1978 (16 tuổi)   |      |     | Athletic Bilbao     |
|    | TĐ | Ibán Espadas              | 4 tháng 8, 1978 (16 tuổi)   |      |     | Athletic Bilbao     |
|    | TĐ | Mario Bermejo             | 7 tháng 10, 1978 (16 tuổi)  |      |     | Racing de Santander |
|    | TĐ | Usandi                    | 15 tháng 1, 1979 (16 tuổi)  |      |     | Real Sociedad       |

### Thổ Nhĩ Kỳ
Huấn luyện viên: Necati Özcaglayan

| Số | VT | Cầu thủ           | Ngày sinh (tuổi)            | Trận | Bàn | Câu lạc bộ |
| -- | -- | ----------------- | --------------------------- | ---- | --- | ---------- |
|    |    | Selahattin Uludaş | 25 tháng 10, 1978 (16 tuổi) |      |     |            |
|    | HV | İsmail Güldüren   | 10 tháng 1, 1979 (16 tuổi)  |      |     |            |
|    | TV | Aytekin Viduşlu   | 28 tháng 8, 1978 (16 tuổi)  |      |     |            |
|    | TV | Volkan Arslan     | 28 tháng 8, 1978 (16 tuổi)  |      |     |            |
|    | TĐ | Ufuk Ateş         | 6 tháng 9, 1978 (16 tuổi)   |      |     |            |
|    | HV | Emrah Eren        | 13 tháng 11, 1978 (16 tuổi) |      |     |            |
|    | TV | Ünal Sari         | 15 tháng 11, 1978 (16 tuổi) |      |     |            |
|    | TV | Yıldıray Baştürk  | 24 tháng 12, 1978 (16 tuổi) |      |     |            |
|    |    | Murat Savaş       | 26 tháng 7, 1979 (15 tuổi)  |      |     |            |
|    |    | Bülent Turna      | 5 tháng 9, 1978 (16 tuổi)   |      |     |            |
|    |    | Mahmut Topal      | 25 tháng 9, 1978 (16 tuổi)  |      |     |            |
|    |    | Mehmet Ali Beşel  | 29 tháng 8, 1978 (16 tuổi)  |      |     |            |
|    |    | Erdal Tanhan      | 1 tháng 11, 1978 (16 tuổi)  |      |     |            |
|    |    | Nail Alköse       | 29 tháng 8, 1978 (16 tuổi)  |      |     |            |
|    |    | Abdullah Koca     | 20 tháng 9, 1978 (16 tuổi)  |      |     |            |
|    |    | Selçuk Aydin      | 2 tháng 8, 1978 (16 tuổi)   |      |     |            |

## Bảng D

### Anh
Huấn luyện viên:

### Bồ Đào Nha
Huấn luyện viên:Rui Caçador

| Số | VT | Cầu thủ         | Ngày sinh (tuổi)            | Trận | Bàn | Câu lạc bộ |
| -- | -- | --------------- | --------------------------- | ---- | --- | ---------- |
| 1  | TM | Marcio Santos   | 5 tháng 5, 1979 (15 tuổi)   |      |     |            |
| 2  | TĐ | Zeferinho       | 27 tháng 8, 1978 (16 tuổi)  |      |     |            |
| 3  | HV | Correia         | 9 tháng 2, 1979 (16 tuổi)   |      |     |            |
| 4  | HV | Brito           | 30 tháng 8, 1978 (16 tuổi)  |      |     |            |
| 5  | TV | Vítor Pereira   | 27 tháng 9, 1978 (16 tuổi)  |      |     |            |
| 6  | HV | Hugo Leal       | 21 tháng 5, 1980 (14 tuổi)  |      |     |            |
| 7  | TV | Miguel Costa    | 4 tháng 11, 1978 (16 tuổi)  |      |     |            |
| 8  | HV | Ricardo Aires   | 9 tháng 9, 1978 (16 tuổi)   |      |     |            |
| 9  | TĐ | Vargas          | 18 tháng 11, 1978 (16 tuổi) |      |     |            |
| 10 | TV | Pedro Hipólito  | 16 tháng 9, 1978 (16 tuổi)  |      |     |            |
| 11 | HV | Caneira         | 9 tháng 2, 1979 (16 tuổi)   |      |     |            |
| 12 | TM | Pedro Alves     | 8 tháng 2, 1979 (16 tuổi)   |      |     |            |
| 13 | HV | Gomes           | 27 tháng 9, 1978 (16 tuổi)  |      |     |            |
| 14 | TV | Jorge Cordeiro  | 2 tháng 9, 1978 (16 tuổi)   |      |     |            |
| 15 | TV | Pedro Rodrigues | 22 tháng 8, 1978 (16 tuổi)  |      |     |            |
| 16 | TV | Helder Silva    | 2 tháng 9, 1978 (16 tuổi)   |      |     |            |

### Scotland
Huấn luyện viên:

### Slovakia
Huấn luyện viên:
Bản mẫu:European Under-16/17 Football Championship